# Vergi poolsaar
Vergi poolsaar är en halvö på Estlands nordkust mot Finska viken. Den ligger i kommunen Vihula vald i Lääne-Virumaa, i den centrala delen av landet, 77 km öster om huvudstaden Tallinn. Väster om halvön ligger viken Käsmu laht som i väster begränsas av halvön Käsmu poolsaar. På halvöns sydvästra strand vid Käsmu lahts innersta del ligger samhället Võsu och där mynnar ån Võsu jõgi. I nordost ligger byn Lobi och halvöns nordligaste udde, Lobi neem. Utmed den norra stranden ligger byarna Lahe, Koolimäe, Natturi och Pedassaare. Mellan Lobi neem och nordöstudden Pedassaare nina ligger bukten Koolimäe laht. På halvöns östra strand ligger byarna Pihlaspea och Vergi samt udden Vergi neem.